# Estalador-do-sul
Estalador ou estalador-do-sul (nome científico: Corythopis delalandi) é uma espécie de ave da família dos tiranídeos (Tyrannidae), subfamília dos tiraníneos (Tyranninae). Pode ser encontrada  Argentina, Bolívia, Brasil e Paraguai.

## Nome
O nome científico Corythopis deriva de koruthṓn (Κορυθών), "cotovia", e -dpis, "com rosto de" (de dps, "rosto") e significa "com rosto/feição de cotovia". Por sua vez, o epíteto específico delalandi homenageia Pierre Antoine Delalande (1787–1823), naturalista, explorador e colecionador francês que esteve no Brasil em 1816 e na África tropical em 1818-1822.

## Taxonomia e sistemática
O estalador-do-sul foi originalmente descrito como Muscicapa delalandi, um membro da família dos muscicapídeos (Muscicapidae), ou seja, dos papa-moscas do Velho Mundo. Posteriormente, foi transferido para o gênero Corythopis, na família dos conopofagídeos (Conopophagidae), dos papa-moscas. Alguns autores sugeriram posteriormente que pertencia à família dos formicariídeos (Formicariidae), os tordos-americanos. Um estudo publicado em 1968 colocou o gênero na família dos tiranídeos (Tyrannidae), mas ainda há incerteza sobre sua pertença. Em 2013, foi sugerida a divisão dos tiranídeos em cinco famílias diferentes (onicorinquídeos, platirinquídeos, tacuridídeos, rincociclídeos e tiranídeos), mas o Comitê de Classificação Sul-Americano (SACC) rejeitou a proposta. No momento, o estalador-do-sul faz parte da subfamília dos tiraníneos (Tyranninae), que engloba muitas das espécies pertencentes a essas famílias sugeridas. Ele compartilha o gênero Corythopis com o estalador-do-norte (C. toquatus). Eles são tratados como superespécie e foram sugeridos como coespecíficos. O estalador-do-sul é monotípico.

## Descrição
O estalador-do-sul tem de 13 a 14 centímetros (5,1 a 5,5 polegadas) de comprimento e pesa de 14 a 18 gramas (0,49 a 0,63 onças). Os sexos têm a mesma plumagem. Os adultos têm uma coroa verde-oliva acinzentada, uma mancha loral esbranquiçada tênue e uma mancha esbranquiçada tênue atrás do olho em um rosto verde-oliva acinzentado. Suas partes superiores, asas e cauda são verde-oliva. Seu queixo e garganta são branco-creme. Suas partes inferiores são principalmente brancas com um "colar" preto quase sólido no peito, de onde listras pretas se estendem ao longo dos flancos. Os flancos também têm uma lavagem verde-oliva acinzentada. Os juvenis se assemelham aos adultos. Ambos os sexos têm uma íris marrom-média a escura, uma maxila enegrecida, uma mandíbula rosa-clara com uma base amarelo-alaranjada a rosada e pernas longas rosa-acinzentadas claras.

## Distribuição e habitat
O estalador-do-sul é uma ave da Mata Atlântica meridional. É encontrado nos departamentos de Santa Cruz e Tarija, no leste da Bolívia, nas províncias de Salta, Misiones e Corrientes, no norte da Argentina, no leste do Paraguai e no Brasil, nos estados de Alagoas, Bahia, Distrito Federal, Espírito Santo, Goiás, Mato Grosso, Mato Grosso do Sul, Minas Gerais, Paraná, Rio Grande do Sul, Rio de Janeiro, Santa Catarina, São Paulo, Tocantins, Maranhão e Piauí. Em termos hidrográficos, ocorre nas sub-bacias do Araguaia, do Contas, do Doce, do Grande, do Iguaçu, do Itapecuru-Paraguaçu, do Jequitinhonha, do litoral de Alagoas, Pernambuco, Paraíba, Espírito Santo, Rio de Janeiro e São Paulo, do Paraguai 01, 02 e 03, do Paranapanema, do Paranaíba, do Paraná RH1, Paraíba do Sul, do Alto e Médio São Francisco, do Tapajós, do Tietê, do Alto Tocantins, do Alto e Médio Uruguai e do Xingu. A espécie habita florestas subtropicais ou tropicais úmidas de baixa altitude, tanto primárias quanto secundárias, nos biomas da Amazônia, Cerrado, Mata Atlântica, Pampa e Pantanal. Em altitude, ocorre do nível do mar até mil metros (3 300 pés), mas é encontrada principalmente abaixo de 800 metros (2 600 pés).

## Comportamento
O estalador-do-sul é residente durante todo o ano em toda a sua área de distribuição. Seu canto uma "série muito aguda, curta, calma e doce de 'weeh-rrwee-wurr-wiwi' ('rrr' trinados muito curtos, semelhantes aos de um canário)". Alimenta-se principalmente de artrópodes e, ocasionalmente, inclui lagartos e sapos em sua dieta. Geralmente forrageia sozinho, nunca se juntando a bandos mistos. Caminha lentamente pelo solo da floresta e ao longo de troncos caídos, balançando a cabeça e a cauda. Captura presas principalmente saltando para pegá-las na parte inferior das folhas com um estalo audível do bico. Sua época de reprodução do abrange outubro a dezembro, mas ainda não foi totalmente definida. Seu ninho é uma cúpula em forma de forno com uma entrada lateral no solo da floresta. Possui uma base de serapilheira, uma casca externa de musgo verde com folhas e um revestimento de fibras vegetais finas. A ninhada é de dois ou três ovos. O período de incubação é desconhecido. A emplumação ocorre cerca de 14 dias após a eclosão e ambos os pais fornecem filhotes.

## Conservação

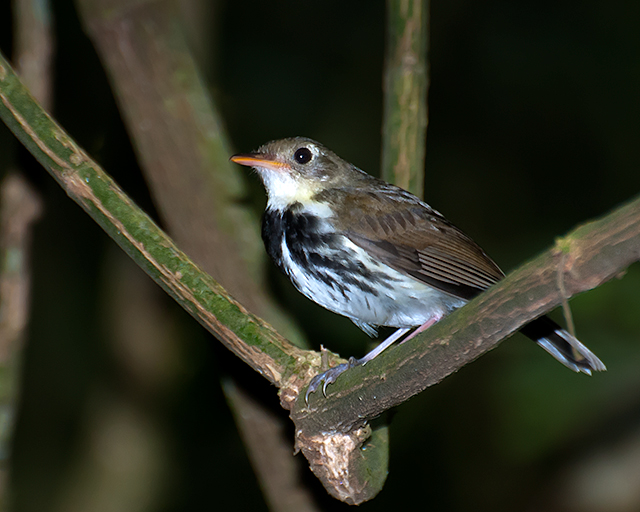
Indivíduo avistado em Extrema, Minas Gerais

A União Internacional para a Conservação da Natureza (UICN) classifica o estalador-do-sul como sendo de menor preocupação (LC), pois ocorre numa distribuição extremamente grande e não se aproxima dos limiares para Vulnerável sob o critério de tamanho de distribuição (segundo a IUCN, extensão de ocorrência < 20 mil quilômetros quadrados combinada com um tamanho de distribuição decrescente ou flutuante, extensão/qualidade do habitat ou tamanho populacional e um pequeno número de locais ou fragmentação severa). Sabe-se que suas populações estão em tendência decrescente, mas o declínio não é suficientemente rápido para se aproximar dos limiares para vulnerável (> 30% de declínio ao longo de dez anos ou três gerações) e sua população é muito grande, o que igualmente descaracteriza a classificação como vulnerável (< 10 mil indivíduos maduros com um declínio contínuo estimado em > 10% em dez anos ou três gerações, ou com uma estrutura populacional especificada).
Não é conhecida nenhuma ameaça imediata à conservação do estofador-do-sul. É considerado bastante comum em geral e ocorre em diversas áreas protegidas no Brasil. É "[bastante] tolerante a habitats perturbados e encontrado até mesmo em fragmentos florestais pequenos e gravemente degradados". Em 2005, o estofador-do-sul foi registrado como em perigo (EN) na Lista de Espécies da Fauna Ameaçadas do Espírito Santo; em 2011, como em perigo (EN) na Lista das Espécies da Fauna Ameaçada de Extinção em Santa Catarina; em 2014, como em perigo (EN) na Lista das Espécies da Fauna Ameaçadas de Extinção no Rio Grande do Sul e como pouco preocupante (LC) no Livro Vermelho da Fauna Ameaçada de Extinção no Estado de São Paulo; e em 2018, como pouco preocupante (LC) na Lista Vermelha do Livro Vermelho da Fauna Brasileira Ameaçada de Extinção do Instituto Chico Mendes de Conservação da Biodiversidade (ICMBio).

### Áreas de conservação
No Brasil, o estalador-do-sul está presente em muitas áreas de conservação:
Área de Proteção Ambiental (APA)
- Bacia do Rio São Bartolomeu
- Cairuçu
- Carste da Lagoa Santa
- Cavernas do Peruaçu
- Morro da Pedreira
- Ilhas e Várzeas do Rio Paraná
- Petrópolis
- Planalto Central
- Corumbataí/Botucatu/Tejupa
- Bacia dos Ribeirões do Gama e Cabeça de Veado
- Lago Paranoá
- Piracicaba-Juqueri Mirim Área I
- Piracicaba-Juquerí-Mirim Área II
- Rio Batalha
- Serra do Mar
- Sistema Cantareira
- Cachoeira das Andorinhas
- Bacia do Rio Macacu
- Chapada dos Guimarães
- Murici
- Tamoios
- Alto Iguaçu
- Rio Guandu
- Estadual da Escarpa Devoniana
- Fernão Dias
- João Leite
- Pouso Alto
- Serra do Lajeado
- Sul-RMBH

Estação Ecológica (Esec)
- Água Limpa
- Santa Bárbara
- Caetetus

Parque Estadual (PE)
- Ilha Grande
- Serra do Mar
- Itacolomi
- Lajeado
- Morro do Diabo
- Rio Doce
- Turvo
- Serra do Ouro Branco

Parque Nacional (Parna)
- Araguaia
- Cavernas do Peruaçu
- Chapada dos Guimarães
- Chapada dos Veadeiros
- Emas
- Serra da Bodoquena
- Serra da Canastra
- Serra do Cipó
- Serra dos Órgãos
- Brasília
- Ilha Grande
- Itatiaia
- Pantanal Mato-Grossense
- Iguaçu

Reserva Biológica (Rebio)
- Una
- Tinguá
- Perobas
- União

Reserva Particular do Patrimônio Natural (RPPN)
- Arara Azul
- Bela Vista
- Brejo Novo
- Cachoeira Boa Vista
- Cachoeira do Cerradão
- Ceflusmme
- Chakra Grisu
- Feixos
- Emilio Einsfeld Filho
- Estância Jatobá
- Fazenda América
- Fazenda Arruda
- Fazenda Barra do Pirapetinga
- Fazenda Barra do Sana
- Fazenda Bom Sucesso
- Fazenda Cachoeirinha
- Fazenda da Serra
- Fazenda Jaquanêz
- Fazenda Limeira
- Fazenda Mata Funda
- Fazenda Primavera
- Fazenda Roça Grande
- Fazenda São Geraldo
- Fazenda Serrinha
- Fazenda Suspiro
- Floresta Negra, Parque Natural Para Estudos, Pesquisa e Educação Ambiental
- Itajurú ou Sobrado
- Jubran
- Nave da Esperança
- Panelão dos Muriques
- Racho 55-I
- Reserva Boca da Mata
- Reserva Ecológica da Mata Fria
- Sítio Estrela Dalva
- Sítio Grimpas
- Sítio Raio Solar
- Unidade de Conservação de Galheiros
- Usina Mauricio
- Vila Ana Angélica

Reserva Ecológica
- Vale do Bugio

Terra Indígena
- Inawebohona
- Pequizal do Naruvôtu
- Utaria Wyhyna/Iròdu Iràna